# دیوید براون (بازیکن فوتبال، زاده ۱۹۶۳)
دیوید براون (انگلیسی: David Brown؛ زادهٔ ۲۱ اکتبر ۱۹۶۳) بازیکن فوتبال اهل بریتانیا است.
از باشگاه‌هایی که در آن بازی کرده‌است می‌توان به باشگاه فوتبال ترانمره راورز اشاره کرد.